# Lithobius canariensis
Lithobius canariensis är en mångfotingart som beskrevs av J.R. Eason 1992. Lithobius canariensis ingår i släktet Lithobius och familjen stenkrypare. Inga underarter finns listade i Catalogue of Life.